# Ден, Юлия Александровна
Ю́лия Алекса́ндровна фон Ден (1888—1963) — подруга императрицы Александры Фёдоровны. В царской семье её звали «Лили».

## Биография
Родилась в родовом имении в Екатеринославской губернии, которое некогда принадлежало фельдмаршалу М.И. Голенищеву-Кутузову: бабушка Юлии по материнской линии — баронесса Мария Пилар фон Пильхау, дочь генерала Карла Пилар фон Пильхау, правнучка М. И. Кутузова.
Отец — военный инженер, генерал Александр Адамович Смульский (в мемуарах Юлия называет его Исмаилом Селим-Беком Смольским), а мать — Екатерина Леонидовна Хорват, во втором браке Велецкая, сестра Д.Л.Хорвата. 
В 1907 году вышла замуж за капитана 2-го ранга Карла Акимовича фон Дена (1877—1932), проходившего службу в Гвардейском экипаже (в 1916 году получил в командование крейсер «Варяг», выкупленный у японцев), в это же время произошло знакомство с Александрой Федоровной. 
Императрица ценила её ум, рассудительность, спокойную уравновешенность. В императорской семье «Лили» назвали другом, такого звания удостаивались единицы. Император Николай II в феврале 1917 года писал Александре Федоровне: «Видайся чаще с Лили Ден — это хороший, рассудительный друг». Александра Фёдоровна стала крестной матерью сына Лили — Александра Карловича (1908—1980), которого называла Тити и который стал именовать царицу тетей Бэби. Свою верность царской семье Юлия Александровна доказала во время Февральской революции, она осталась в Александровском дворце и помогала Александре Федоровне в трудную минуту, несмотря на то, что в Петрограде остался её сын.
В 1922 году выпустила в Лондоне книгу «Подлинная царица», в которой изложила свидетельства очевидца.
Умерла Юлия Александровна в Риме в 1963 году и похоронена на кладбище Тестаччо (могила № 820).
Её сын — Александр Карлович Ден (1908—1980) — умер в эмиграции, в Венесуэле. Был владельцем компании пишущих машинок «Ремингтон».
Дочери — Екатерина (Китти; 1920, Лондон—1988, Каракас) и Мария Ольга (Мари; 1923, Сербитон—2007, Ла-Кросс) — жили в Венесуэле и в США.

## Ю. А. Ден в воспоминаниях современников
Императрица Александра Фёдоровна:
...Моя дорогая, Вы всегда были таким молодцом. Вспоминаю эти дни, год тому назад. Никогда не забуду, что Вы сделали для меня, и твердо верю, что Господь Вас не оставит. Вы тогда бросили Вашего сына ради "Матери" (Государыни) и её семьи, и за это великая будет Ваша награда...
Баронесса С. К. Буксгевден:
...Г-жа Ден была приятной, умной женщиной, не принимавшей участия ни в каких интригах и не старавшаяся извлечь свою выгоду из своей дружбы с Императрицей. В первые недели после революции она поселилась во дворце и помогала выхаживать больных царевен. Она ухаживала и за Вырубовой, которая тоже слегла с корью. В течение трех недель, что г-жа Ден провела рядом с Императрицей в этот кошмарный период, она проявила себя с лучшей стороны, оказав Императрице реальную помощь и поддержку...

## Издания мемуаров Ю. А. Ден
- Lili Dehn, The Real Tsaritsa. Little, Brown & Co., Boston, 1922
- Лили Ден, Й. Воррес. Подлинная царица. Последняя великая княгиня. М.: Терра-Книжный клуб, 1998. ISBN 5-300-02285-3
- Лили Ден, Й. Воррес. Подлинная царица. Последняя Великая Княгиня. СПб: Нева, М.: Олма-Пресс, 1998. ISBN 5-7654-2895-9, ISBN 5-224-04759-5
- Ден Ю. А. Подлинная царица. М.: Вече, 2009. — 304 с. ISBN 978-5-9533-3663-5
- https://vk.com/doc233086984_438063063?hash=gPW4NGeIGenLIaz8pssLAaJrxBD5S4kDvTvsUWnHK9c&dl=FqlgRwZs950c9HrFcF62HapqMaxZDPrpueDZoCfNqpk